# Nico Siegrist
Nico Siegrist (* 9. Juni 1991) ist ein Schweizer Fussballspieler.

## Karriere
Nico Siegrist startete seine Karriere in der Jugendabteilung des FC Adligenswil und wechselte später nach Luzern und Kriens. Er debütierte in der Saison 2008/09 in der Profimannschaft des FC Luzern in der Super League, für die er bis zum Saisonende in drei Spielen auflief und ein Tor erzielte. In den folgenden beiden Spielzeiten erhielt er regelmässig als Einwechselspieler Einsätze in der höchsten Schweizer Spielklasse und kam auf jeweils 18 Spiele.
In der zweiten Hälfte der Saison 2011/12 wurde er bis Saisonende an den FC Aarau in die Challenge League verliehen.
Von Juli 2015 bis Juli 2020 spielte er für den SC Kriens. Dann wechselte er zum SC Cham.